# Поучительные сказки для детей
«Поучительные сказки для детей: предназначена для наставления детей в возрасте от восьми до четырнадцати лет» — детская книга английского писателя Хилэр Беллоком. Впервые вышла в свет в 1907 году. Книга является пародией на поучительные сказки, которые были популярны в XIX веке . Книга находится в общественном достоянии в США.
Иллюстрации сделал художник Бэзил Темпл Блэквуд, его рисунки похожи по стилю на «Книгу зверей плохого ребенка», которая десятилетием ранее принесла Беллоку общественное признание и коммерческий успех.

## Содержание
Книга содержит введение и одиннадцать сказок, написанных рифмованными куплетами.
- «Введение: Читатель спросил, правдивы ли стихи, содержащиеся в этой книге».
- «Джим: Который сбежал от своей медсестры и был съеден львом».
- «Генри Кинг: который жевал кусочки веревки и умер в ужасных муках».
- «Матильда: которая солгала и была сожжена».
- «Франклин Хайд: который кутил в грязи, и его дядя наказал его».
- «Годолфин Хорн: проклятый грехом гордыни и ставший чистильщиком сапог».
- «Алджернон: который играл с заряженным ружьем и получил выговор от своего отца».
- «Гильдебранд: который был напуган проезжающим мимо мотором и заглушил его».
- «Лорд Ланди: который заплакал и тем самым разрушил свою политическую карьеру».
- «Ребекка: которая хлопала дверью ради забавы и ужасно погибла».
- «Джордж: который играл с Опасной Игрушкой и пережил Катастрофу значительных размеров».
- «Чарльз Август Фортескью: который всегда делал то, что было правильно, и поэтому накопил огромное состояние».

## Адаптации
Четыре поучительных рассказа были положены на музыку композитором Лизой Леманн в 1909 году. Знаменитая оперная певица Клара Батт спела эту пьесу во время успешного турне по Великобритании в том же году
. 
Компания «Caedmon Records» выпустила «Баллады Баба о В. С. Гилберте и предостерегающие стихи Хилера Беллока» в 1959 году.
Британский актер Стивен Фрай записал избранные стихи в качестве аудиокниги в 1992 году. Американский художник Эдвард Гори создал 61 новую иллюстрацию для книги, которая была опубликована посмертно в 2002 году.
Певец группы «Pink Floyd» Сид Барретт использовал книгу в качестве основы для песни «Matilda Mother» из альбома 1967 года «The Piper at the Gates of Dawn».